# Струговський
Струго́вський (рос. Струговский) — селище у складі Омутнінського району Кіровської області, Росія. Входить до складу Шахровського сільського поселення.
Населення становить 117 осіб (2010, 228 у 2002).
Національний склад станом на 2002 рік — росіяни 68 %, удмурти 28 %.